# Mavor Island
Mavor Island är en ö i Kanada.   Den ligger i territoriet Nunavut, i den östra delen av landet, 1 200 km norr om huvudstaden Ottawa. Arean är 16,8 kvadratkilometer.
Terrängen på Mavor Island är platt. Öns högsta punkt är 66 meter över havet. Den sträcker sig 7,4 kilometer i nord-sydlig riktning, och 10,2 kilometer i öst-västlig riktning.
Trakten runt Mavor Island består i huvudsak av gräsmarker.